# 打草驚蛇
打草驚蛇（だそうきょうだ）は、中国の故事成句の一つ。また兵法三十六計の第十三計にあたる戦術。読み下しは草を打って蛇を驚かす（くさをうって へびをおどろかす）。
成句自体の意味は、草むらの中では不意に棒で草を払ったりすると蛇を驚かせる、つまり何が出てくるかわからないということ。不用意・不必要な行いは逆に思わぬ対抗措置を招くことがあるという戒めで、日本では藪蛇（やぶへび）ともいう。これが転じて、三十六計では戦地の状況がよく分からない場合には偵察を出して反応を探るという意味で用いられている。
『孫子』「行軍篇」においても、軍団の近くに険しい地形や池・窪地・山林・草木の繁茂した場所があれば慎重かつ入念に偵察するようにせよと伏兵に対する警戒を呼びかけている部分がある。